# Мезозіні
Мезозі́ні (лат. Mesosini Thomson, 1860) — велика триба жуків у підродині Ляміїни (родина Вусачі), яка налічує понад 60 родів, розповсюджених У Євразії та Північній Америці. Найвище різноманіття триби припадає на Південно-Східну азію.

## Найбільші роди
- Cacia Newman, 1842
- Choeromorpha Chevrolat, 1849
- Mesosa Latreille in Cuvier, 1829